# ركمجة

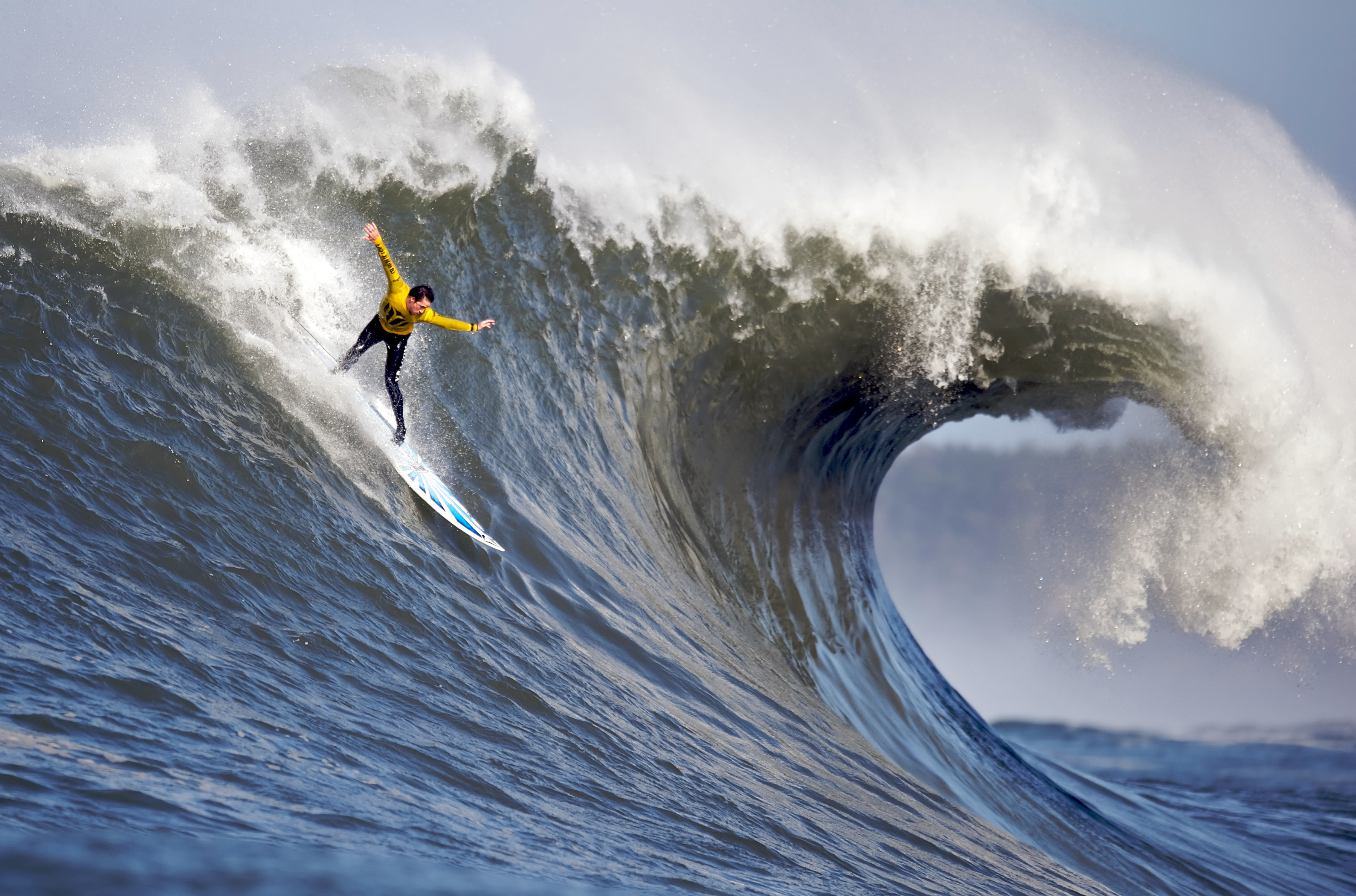
مُرَكْمِج يمارس حركة ال(late drop)

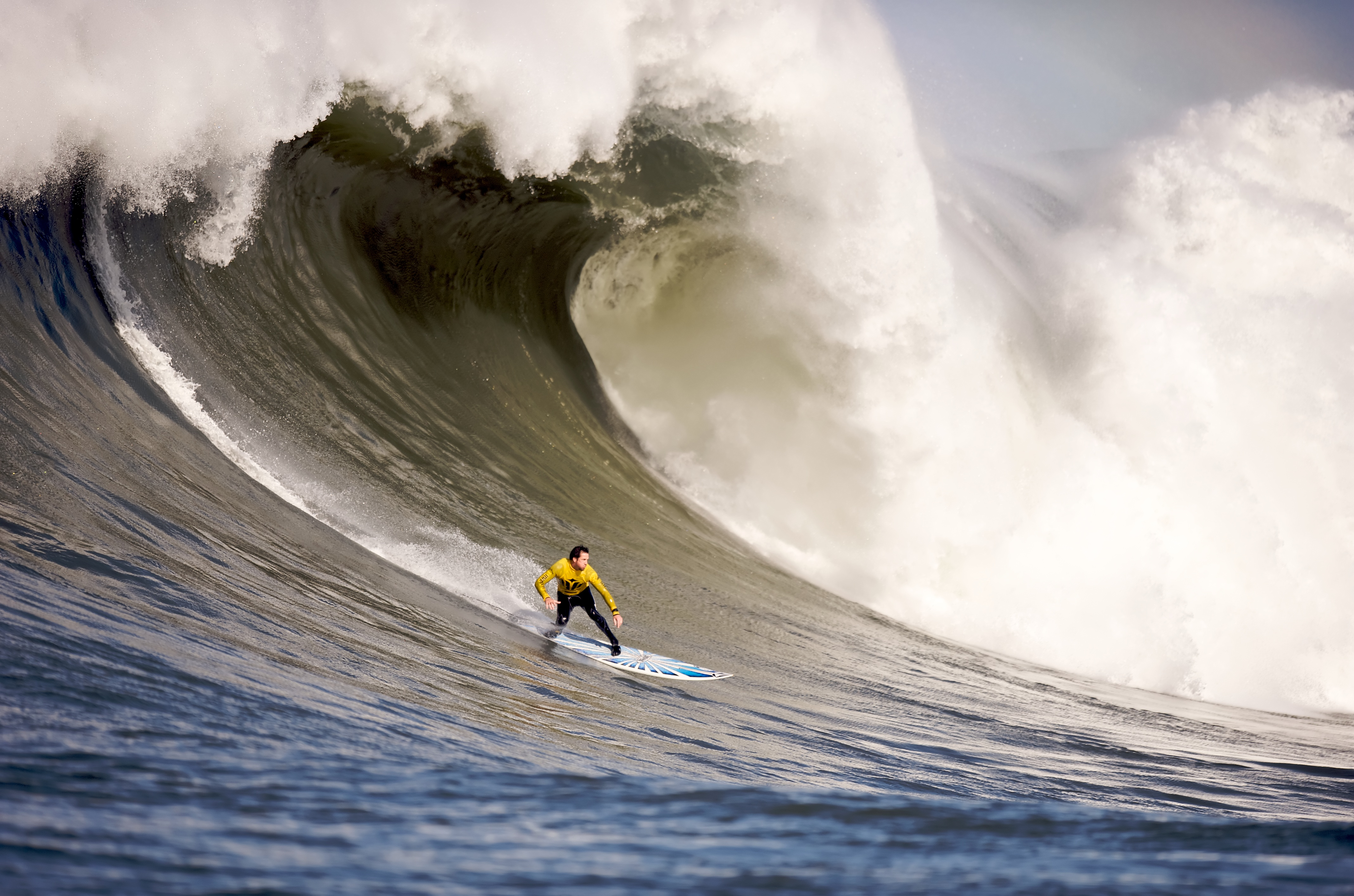
مركمج راكباً موجة

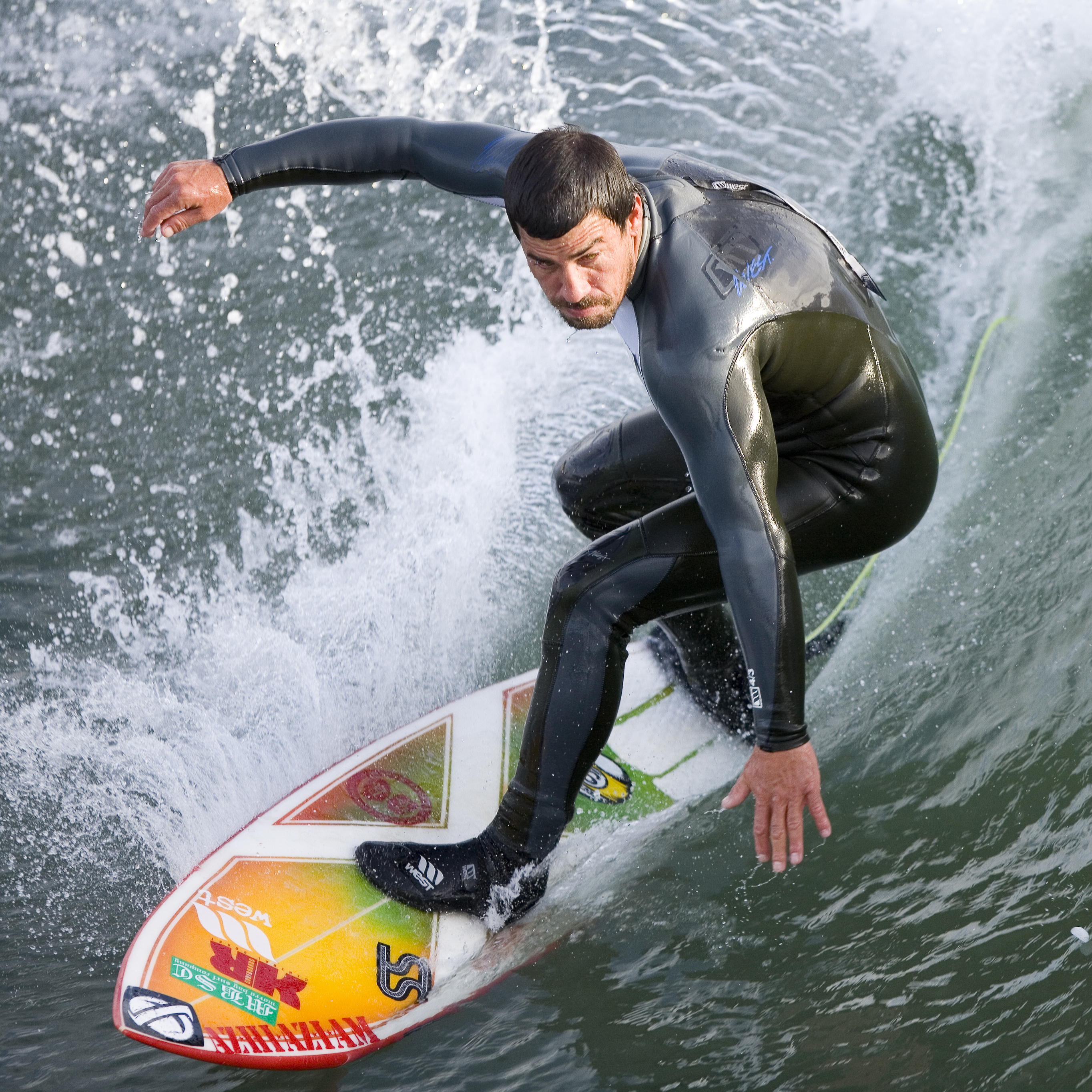
مركمج بشاطئ من كاليفورنيا

الرَكْمَجَة (لفظ منحوت من: ركوب + موج) هي رياضة ركوب الأمواج المتكسرة على الشاطئ بواسطة لوح مخصص. غالباً ما تتواجد الموجات المناسبة في المحيط ولكن هذا لا يمنع ركوب أمواج البحيرات ،الأنهار والمسابح أيضا. ظهرت أنواع وتعاريف مختلفة لهذه الرياضة التي تطورت على مر السنين  مثل مميزات الموجة المناسبة وما اللوح المستخدم ومن هو راكب الامواج. يعتبر البعض ركوب الموج دون لوح من الأنواع التقليدية في هذه الرياضة،  كما أن هناك أنواع مختلفة ظهرت لهذه الرياضة منذ قرون مثل  صعود بايبو واستخدام المجداف وركوب  الامواج  بالزوارق  والقوارب. حاليا تستخدم العديد من المركبات المطوره مثل القوارب المطاطية والألواح المعدنية.وظهر أنواع أخرى في أفلام وثائقية مختلفة عن أنواع أخرى من ركوب الامواج مثل (فير بايتس) حيث تستخدم فيها أدوات أخرى لهذه الرياضة تشمل زحاليق المياه والطاولات والقيثارات والأبواب. يسمى النوع الذي يركب فيه أكثر من شخص نفس اللوح الركمجة  جنباً إلى جنب.
هناك نوعان أساسيان  لركوب الامواج  وهما:
1. الركوب الطويل.
2. الركوب القصير.

حيث يوجد اختلافات بينهما من ناحية تصميم اللوح وطوله وطريقة الركوب ونوع الموجة.
عند ركوب الامواج الكبيرة تقوم مركبة مائية كالزورق بسحب الراكب اتجاه الموجة وذلك لمساعدته باللحاق بسرعة الموجة القوية.

## الأصل والتاريخ
في الثقافة البولينيزية (ثقافة الشعوب الأصلية في بولينيزيا) كان يعد ركوب الأمواج نشاطًا مهمًا حيث يُعتقد أن رياضة ركوب الأمواج الحديثة كما نعرفها اليوم قد نشأت في هاواي. ويعود تاريخ ركوب الأمواج في هاواي إلى القرن الرابع الميلادي حيث بدأ البولينيزيون في شق طريقهم إلى جزر هاواي من تاهيتي وجزر ماركيساس. كما قاموا بممارسة معهم العديد من عاداتهم بما في ذلك اللعب في الأمواج على الألواح في وضعية الركمجة على البطن أما في هاواي فاُخْتُرِعت مهارة الوقوف وركوب الأمواج بشكل عمودي على الألواح.
تعرف العديد من المستكشفين الأوروبيين ركوب الأمواج في بولينيزيا وربما لاحظ المستكشفون البريطانيون أيضا رياضة ركوب الأمواج في تاهيتي عام 1767 حيث كان صامويل واليس وطاقم سفينة HMS Dolphin من أوائل البريطانيين يزورون الجزيرة في يونيو من ذلك العام. قام مستكشف آخر و هو عالم النبات جوزيف بانكس وصل إلى تاهيتي في 10 أبريل 1769 [3] والذي كان جزءًا من الرحلة الأولى لجيمس كوك في HMS Endeavour ، وكان الملازم جيمس كينج أول شخص يكتب عن فن ركوب الأمواج في هاواي، عندما كان يقوم بتحرير مجلات الكابتن جيمس كوك (عند وفاة كوك عام 1779).
وعندما زار مارك توين هاواي عام 1866 كتب:
في مكان واحد، صادفنا مجموعة كبيرة من المواطنين العراة من كلا الجنسين ومن جميع الأعمار، يستمتعون بتسلية وطنية للاستحمام في الأمواج.
هناك أيضا إشارات أُكِّدَت لركوب الأمواج على الألواح الخشبية وأجسام الزورق الفردية قبل الإتصال المسبق بشعب أو دولة ساموا وتونجا. حيث كان ركوب الأمواج يدعى fa'ase'e أو se'egalu (انظر Augustin Krämer, The Samoa Islands ) ، ويقال أنه سكان هاواي وبولينيزيا الشرقيين كانوا يمارسون رياضة ركوب الأمواج لأكثر من ألف عام.

### كاليفورنيا
في يوليو 1885، أخذ ثلاثة أمراء مراهقين من هاواي استراحة من مدرستهم الداخلية، بقاعة سانت ماثيو في سان ماتيو، وأتوا للإنتعاش في سانتا كروز، كاليفورنيا. هناك، قام ديفيد كاواناناكوا وإدوارد كيليشياونوي وجونا كوهيتش كالانياناول بالركمجة في مصب نهر سان لورينزو على ألواح خشبية حمراء مصممة حسب الطلب، ووفقًا لمؤرخي ركوب الأمواج كيم ستونر وجيف دان. أصبح مشهورًا كأول راكب أمواج بريطاني عندما تلقى تعليمات من قبل طالبين من هاواي في كليته.
في عام 1975، أصبحت مارجو أوبرج أول راكبة أمواج محترفة.

## معرض صور

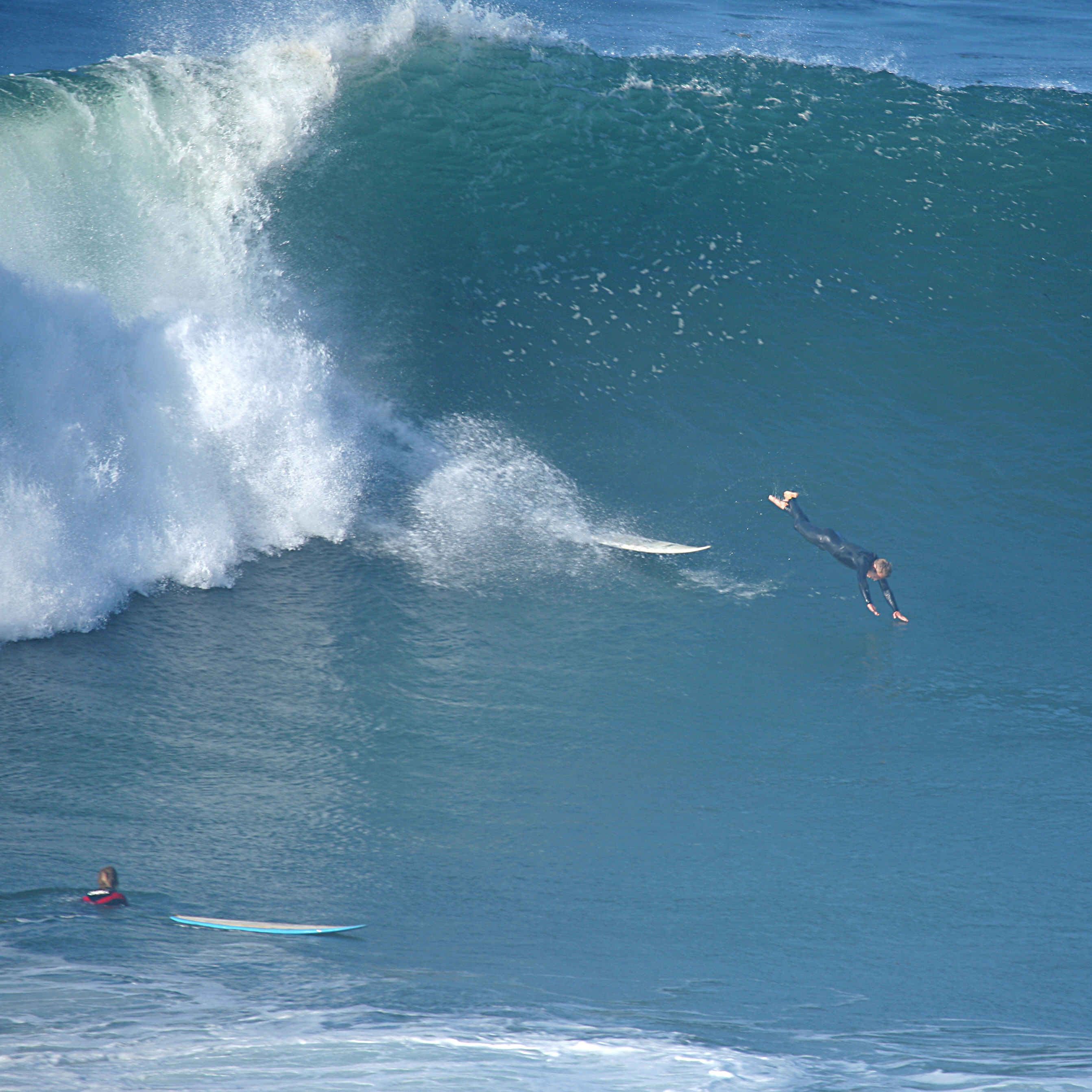
Surfing at Bouznika Beach.jpg
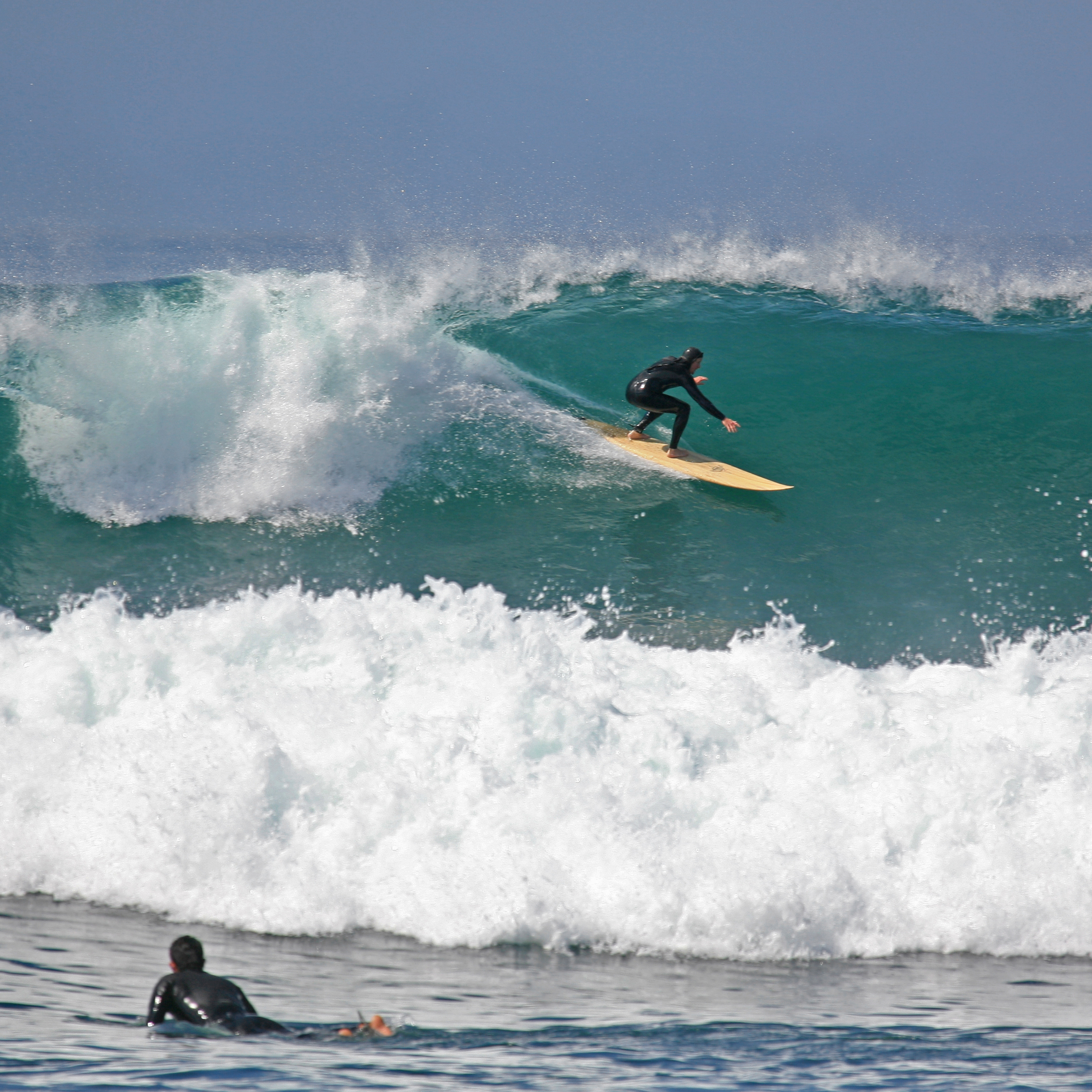
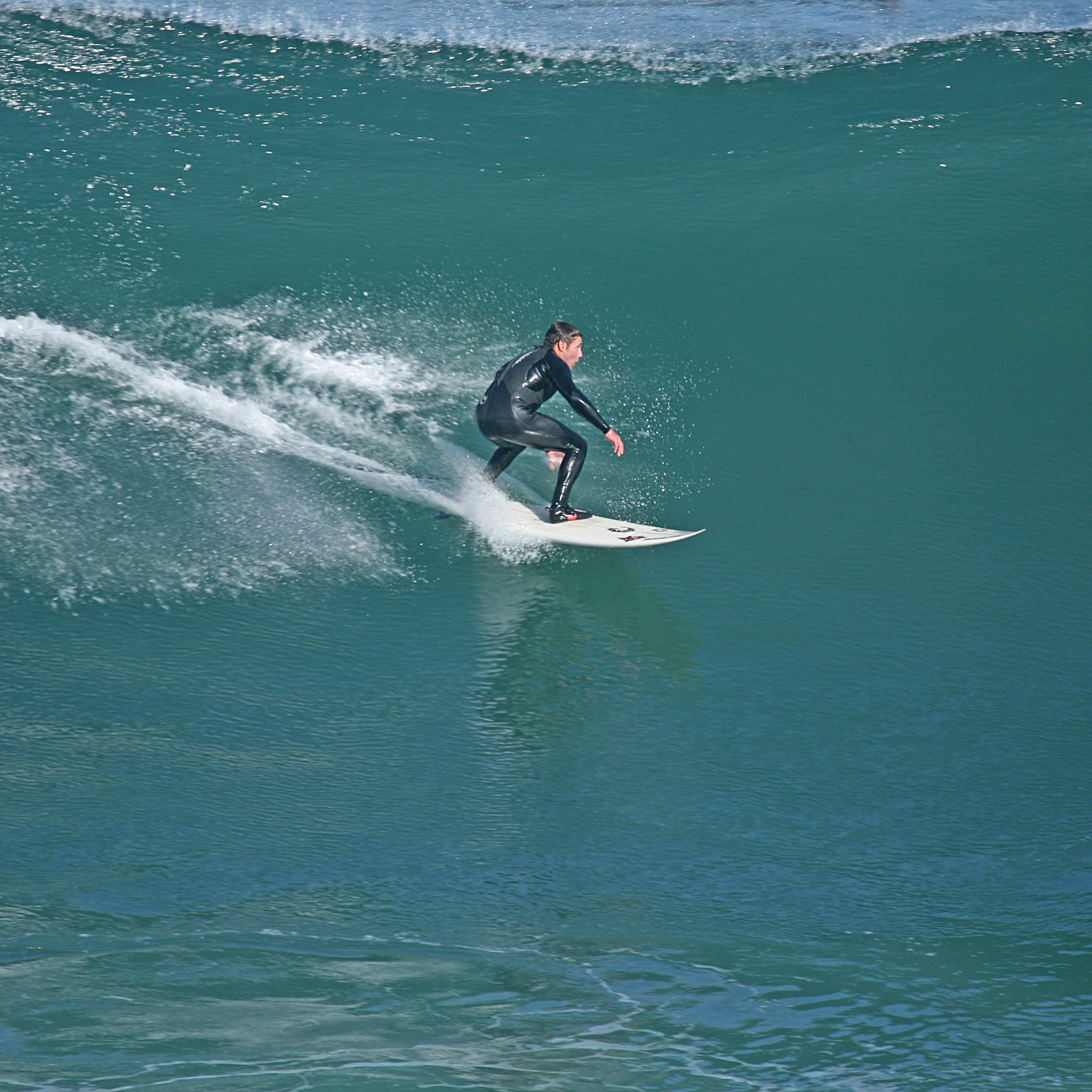
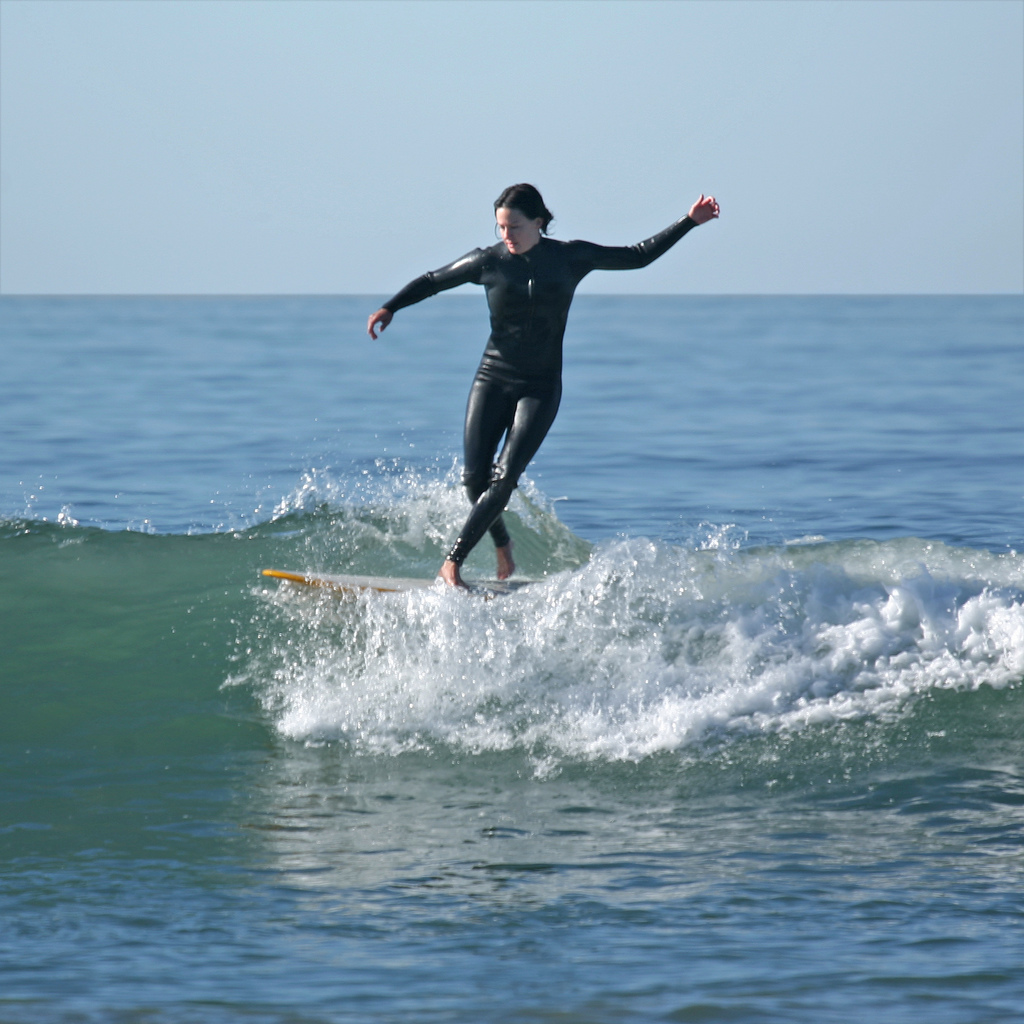
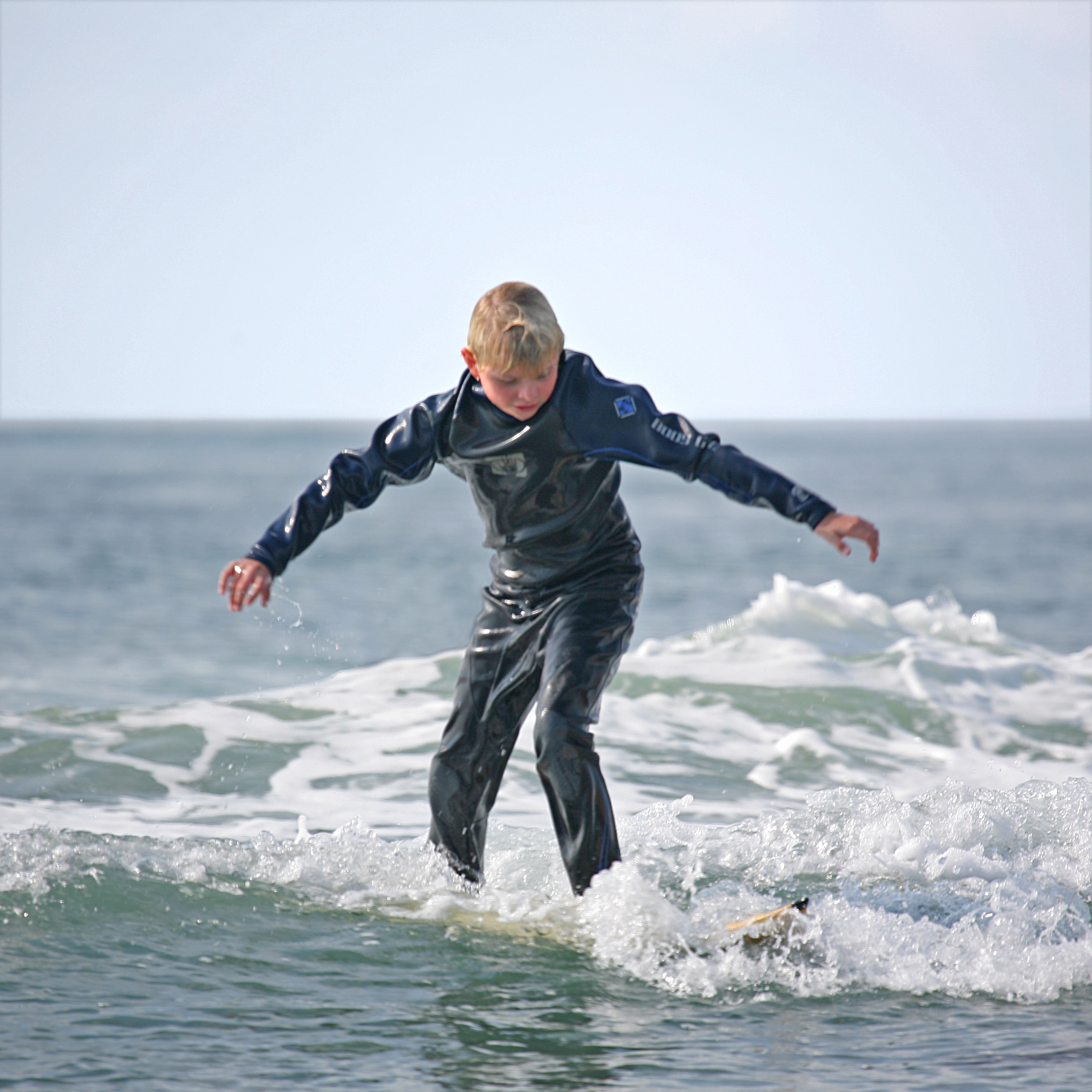
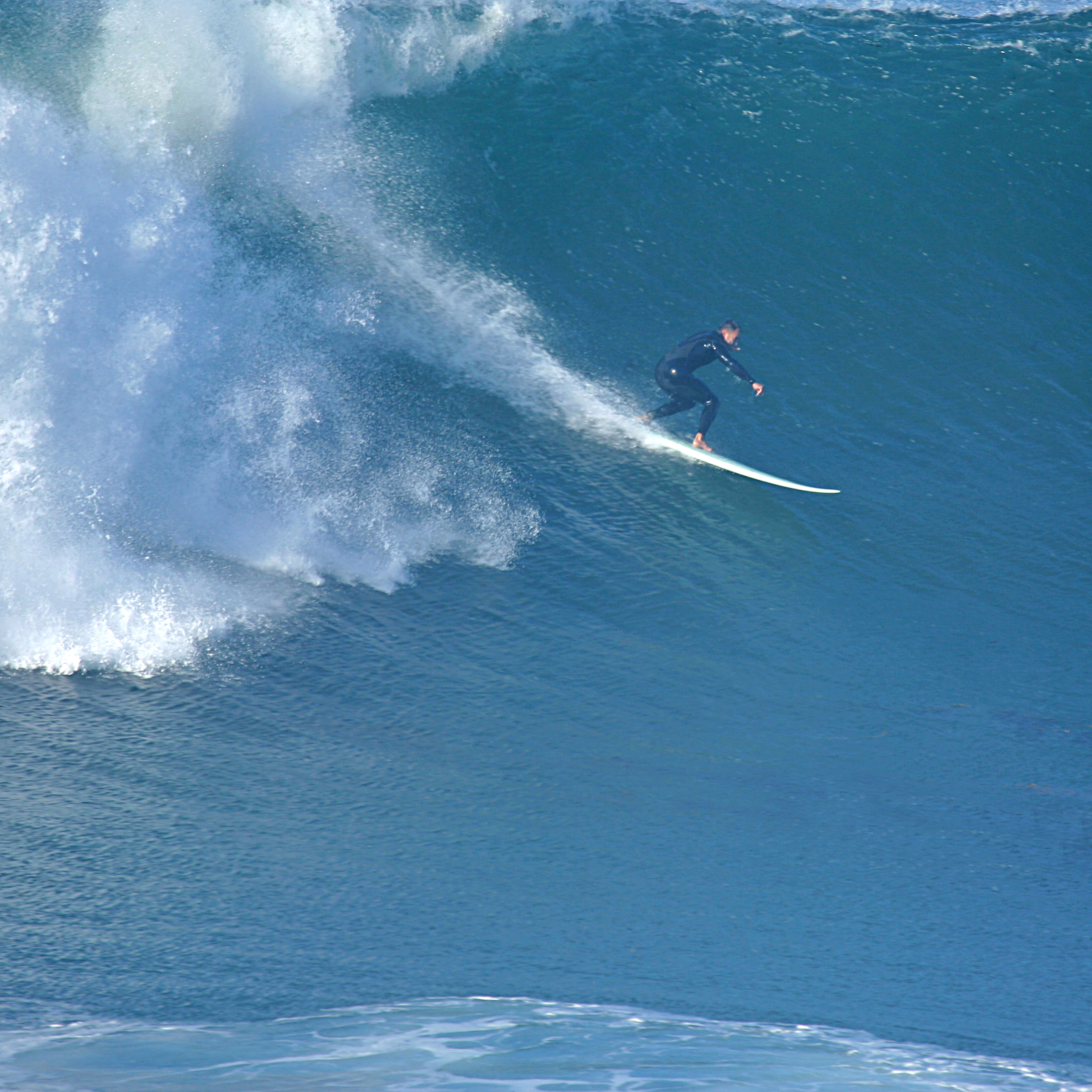
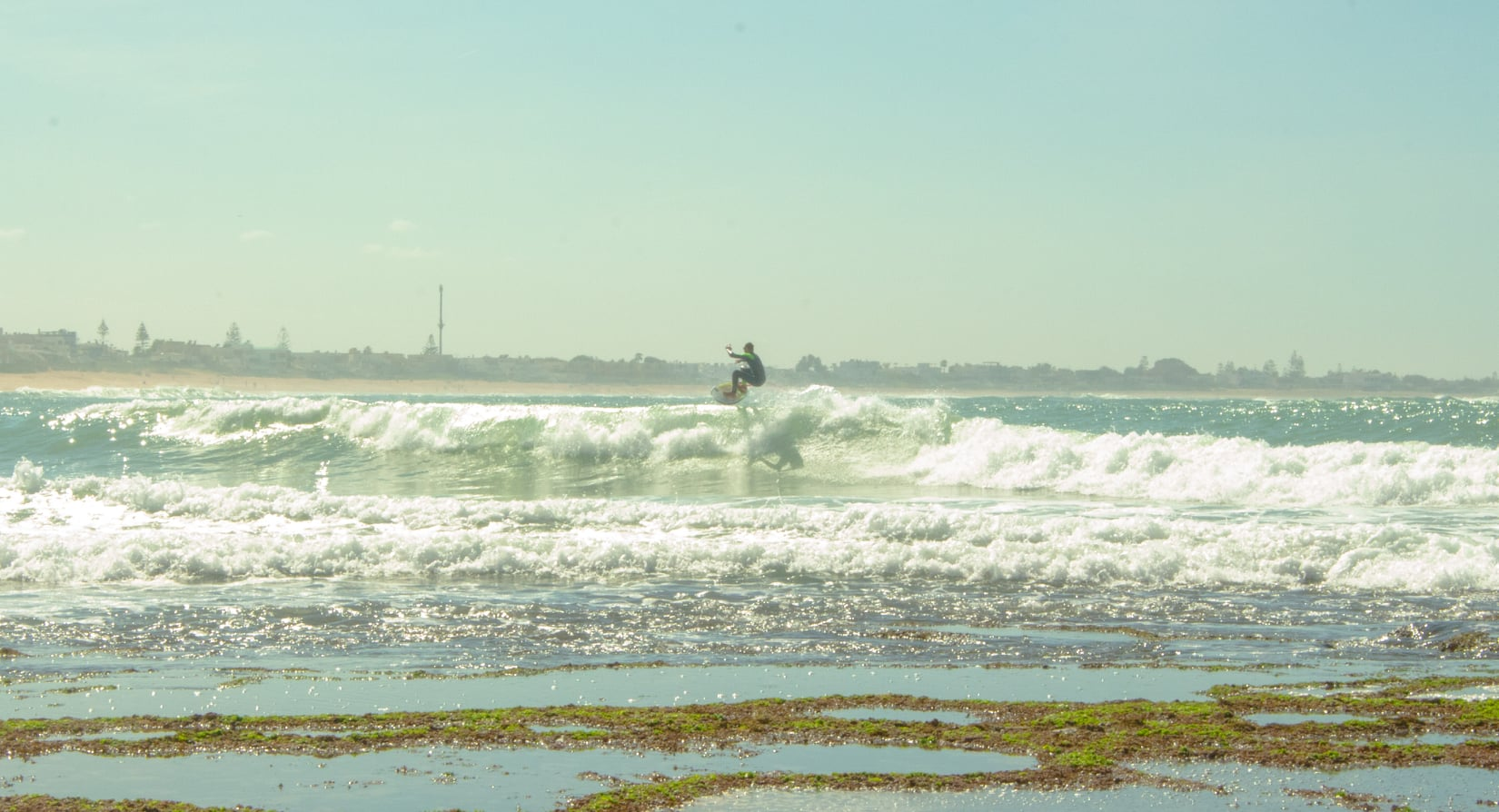
ممارسة الركمجة في مدينة بوزنيقة بالمغرب